# Whats Poppin
Whats Poppin è un singolo del rapper statunitense Jack Harlow, pubblicato il 21 gennaio 2020 come primo estratto dal secondo EP Sweet Action e incluso nel primo album in studio Thats What They All Say.

## Video musicale
Il video musicale, diretto da Cole Bennett, è stato reso disponibile il 21 gennaio 2020 in concomitanza con l'uscita del singolo.

## Tracce
Testi e musiche di Jack Harlow, Darryl Clemons, John W. Lucas e Tahj Morgan.
Download digitale
1. Whats Poppin – 2:19

Download digitale – Remix
1. Whats Poppin (Remix) (feat. DaBaby, Tory Lanez & Lil Wayne) – 3:47

## Formazione
- Jack Harlow – voce
- JetsonMade – produzione
- Pooh Beatz – produzione
- Colin Leonard – mastering
- Leslie Brathwaite – missaggio

## Successo commerciale
Durante la sua diciassettesima settimana di permanenza nella Billboard Hot 100 Whats Poppin si è spinta fino alla 21ª posizione. Nella medesima settimana ha venduto 2 000 download digitali ed accumulato 14,3 milioni di stream, nonché un'audience radiofonica pari a 17,2 milioni. In seguito alla messa in commercio del remix, è entrata in top ten all'8ª posizione della classifica, regalando all'interprete la sua prima top ten in madrepatria grazie a 5 000 copie digitali, 19,8 milioni di riproduzioni in streaming e 26 milioni di ascoltatori via radio.

## Classifiche

### Classifiche settimanali
| Classifica (2020) | Posizione massima |
| ----------------- | ----------------- |
| Australia         | 8                 |
| Austria           | 35                |
| Belgio (Fiandre)  | 74                |
| Canada            | 4                 |
| Danimarca         | 23                |
| Estonia           | 26                |
| Francia           | 194               |
| Germania          | 55                |
| Grecia            | 10                |
| Irlanda           | 15                |
| Lettonia          | 12                |
| Lituania          | 16                |
| Norvegia          | 20                |
| Nuova Zelanda     | 6                 |
| Paesi Bassi       | 48                |
| Portogallo        | 30                |
| Regno Unito       | 27                |
| Repubblica Ceca   | 41                |
| Romania           | 82                |
| Slovacchia        | 22                |
| Stati Uniti       | 2                 |
| Svezia            | 46                |
| Svizzera          | 33                |
| Ungheria          | 10                |

### Classifiche di fine anno
| Classifica (2020) | Posizione |
| ----------------- | --------- |
| Australia         | 25        |
| Austria           | 63        |
| Canada            | 20        |
| Danimarca         | 68        |
| Irlanda           | 44        |
| Nuova Zelanda     | 25        |
| Portogallo        | 66        |
| Regno Unito       | 96        |
| Stati Uniti       | 13        |
| Svezia            | 99        |
| Svizzera          | 52        |
| Ungheria          | 25        |
| Classifica (2021) | Posizione |
| Australia         | 95        |
| Portogallo        | 135       |